# Final Fantasy XI: The Out of Orders
Final Fantasy XI ~The Out of Orders ~ – manga rozgrywająca się w świecie gry Final Fantasy XI. Jej serializacja rozpoczęła się 3 grudnia 2003 roku, w należącym do Square Enix, twórcy gry, magazynie Young GanGan. Autorami mangi są koreańscy mangacy. Akcja rozgrywa się 862 roku niebiańskiego kalendarza kryształu.

## Dane techniczne
- Producent: Square Enix
- Serializacja w: Young GanGan Magazine
- Kraj: Japonia
- Autorzy: Koreańczycy